# Рагби репрезентација Маурицијуса
Рагби репрезентација Маурицијуса је рагби јунион тим који представља Маурицијус у овом екипном спорту. Рагби репрезентација Маурицијуса такмичи се у дивизији 1 афричког купа. Енглези су донели рагби у Маурицијус, а први клуб у овој земљи основан је 1928. Данас у Маурицијусу има 10 рагби клубова и око 650 регистрованих рагбиста. Први званичан меч рагби репрезентација Маурицијуса је одиграла 2005, против Танзаније, а резултат је био 20-10. Највећу победу рагбисти Маурицијуса су забележили у децембру 2005, над Буркином Фасо 108-3. Најтежи пораз репрезентација Маурицијуса у рагбију, доживела је 23. јуна 2013, када ју је Нигерија савладала 63-3.